# さかなクン
さかなクン（1975年〈昭和50年〉8月6日 - ）は、日本の魚類学者、タレント、イラストレーター、東京海洋大学客員教授。
東京都葛飾区生まれ、神奈川県綾瀬市育ち、千葉県館山市在住。本名は宮澤 正之（みやざわ まさゆき）。父は囲碁棋士の宮沢吾朗九段。アナン・インターナショナル所属。

## 来歴
魚の生態や料理法についての豊富な知識で知られ、講演や著作活動などを中心に活動している。2006年に東京海洋大学客員准教授に就任。特定非営利活動法人自然のめぐみ教室海のめぐみ教室室長でもある。一般向けの講演では、広い世代に魚について理解をしてほしいと、難解な言葉を極力使わない解説や自作のイラストを用いるなどの工夫を心掛けている。また、タレントとしても活動の幅を広げている。
綾瀬市立北の台小学校、綾瀬市立北の台中学校、神奈川県立綾瀬西高等学校卒業。東京水産大学（現在の東京海洋大学）入学を目指したが入学試験で不合格となり、日本動物植物専門学院（現在は廃校）に進学。当初は水産科を志望していたが、既に廃止されていたためアニマルケアー科に入学した。

### 中学校
水槽がたくさんある「水槽学」だと勘違いして部活見学に行ったことをきっかけに、吹奏楽部に入部。パーカッションが第一志望だったが、緊張でバチを飛ばしてしまい、第二志望のトロンボーンを担当させられる。
中学校3年生の時に学校で飼育していたカブトガニ19個体の人工孵化に成功した。カブトガニの人工孵化は非常に珍しく、新聞にも取り上げられた。「水槽が狭くてかわいそうだなあ」という理由で決まった時間に外に出していたら、カブトガニがそれを潮の満ち引きと誤認したのが原因だという。

### 高校
高校の吹奏楽部ではバスクラリネットを吹くことになる。そのため、サクソフォンとコントラバスクラリネットの演奏にも長けている。
1993年、高校3年生の時にテレビ東京系のバラエティ番組『TVチャンピオン』の「第3回全国魚通選手権」で準優勝したことを皮切りに、その後同番組で5連覇を達成し、殿堂入りを果たす。その後は、同番組の問題用イラストの提供や、スタジオゲスト、判定員、時には挑戦者の相手役兼審判にまわって魚通選手権に登場した。公式YouTubeチャンネルで本人によると、現在の芸名である「さかなクン」は小学生後半辺りから気づいたら周りの友人達にそう呼ばれていたとのこと。さかなクン曰く「自然にみんながつけてくれた」。高校3年生から出演していたTVチャンピオン時代には既に現在のキャラクターと変わらず、少し緊張していたが、正解すると子供のように感情を表に出して元気に飛び跳ねながら甲高い声で明るく喋る姿で人気を博した。当時は現在のトレードマークである帽子は被っておらず、初登場時の姿は高校の詰襟制服だった。

#### 専門学校卒業後
専門学校卒業後、20歳の頃から聖蹟桜ヶ丘の魚類専門ペットショップで、1階で店舗の切り盛り、店舗の2階で寝泊まりという形で、住み込みの雇われ店長として働く。働いていたある日、「1人では寂しいだろう」と、お客さんから猫（品種：エジプシャンマウ）を貰い、以後の16年間をその猫と共に過ごす。
以降、アルバイトを転々とするが、魚類専門ペットショップ、水族館、魚屋、寿司屋など、魚に関係する仕事のみであった。
寿司屋で働いていた頃、店内で魚のイラストを描いたところ、それらを見た他店舗や企業から絵の依頼が舞い込むようになり、アルバイトを継続しながら兼業イラストレーターとして活動を始める。
テレビのドキュメンタリー番組に出演したことで、株式会社アナン・インターナショナル会長の目に留まり、水族館での絵の展示などをサポートしてもらえるようになった。それ以降、魚専門のサイエンスライターとしても活動している。

### 東京海洋大学での活動

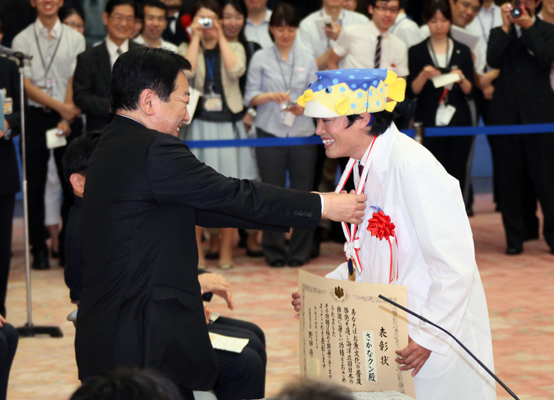
2012年7月13日、海洋立国推進功労者表彰式にて内閣総理大臣野田佳彦（左）と

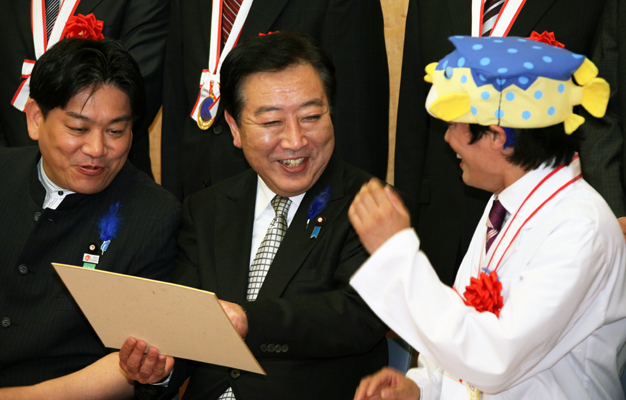
2012年7月13日、総理大臣官邸にて内閣総理大臣野田佳彦（中央）、国土交通大臣羽田雄一郎（左）と

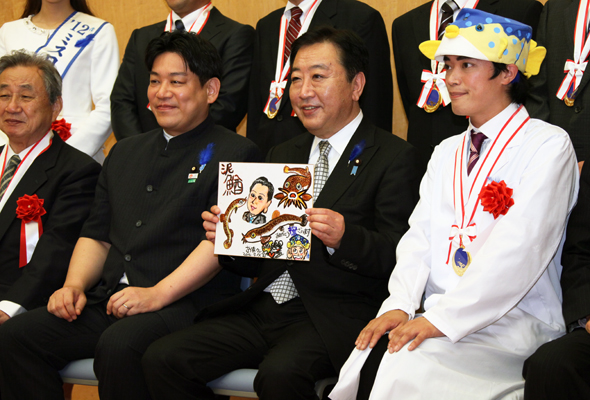
2012年7月13日、元三井造船社長星野二郎（左端）らと海洋立国推進功労者表彰を受賞

2006年、東京海洋大学客員准教授に就任する。小学校の卒業文集に将来の夢として「水産大学の先生になることです。研究したことを、いろいろみんなに伝えてあげたいからです」と書いており、その夢が実現したことになる（東京海洋大学の前身のうちの一つが東京水産大学）。
2010年には京都大学教授の中坊徹次の依頼でクニマスのイラスト執筆を担当した際、参考のために近縁種のヒメマスを全国から取り寄せたが、このうち西湖の個体にクニマスに似た特徴をもつものを見つけ、中坊に提示した。このことがきっかけとなり、田沢湖のクニマスが西湖で生存していることが判明。絶滅種とされていたクニマスの再発見（レッドリストでの「絶滅」から「野生絶滅」への指定変更）に大きく貢献した（詳しくはクニマスを参照）。これにより魚類学者でもある第125代天皇明仁より名指しで感謝の意を伝えられた。天皇が日本国民一個人の名前をあげ、このような意を伝えることは極めて稀である。
クニマスについては、私には12歳の時の思い出があります。この年に、私は、大島正満博士の著書「少年科学物語」の中に、田沢湖のクニマスは酸性の水の流入により、やがて絶滅するであろうということが書かれてあるのを読みました。そしてそのことは私の心に深く残るものでした。それから65年、クニマス生存の朗報に接したわけです。このクニマス発見に大きく貢献され、近くクニマスについての論文を発表される京都大学中坊教授の業績に深く敬意を表するとともに、この度のクニマス発見に東京海洋大学客員准教授さかなクン始め多くの人々が関わり、協力したことをうれしく思います。—天皇明仁、『天皇陛下お誕生日に際し』2010年
また、海に関する研究や啓蒙活動に貢献した「海洋立国推進功労者」として、2012年7月13日に内閣総理大臣賞を受賞した。
2015年3月18日に東京海洋大学から名誉博士の称号が授与され、都内で名誉博士称号授与式が行われた。2015年12月25日に“渚の駅”たてやまの名誉駅長に就任、さかなクンギャラリーが渚の博物館内1階に開設された。
2022年、イシガキフグの研究などが評価され、東京海洋大学の客員教授に昇格。

## 人物
現在はインタープリターとして活躍しているが、そのイメージとは違い、学校の勉強は非常に苦手であり、小学校から高校まで成績は悪かった。小学校から興味の無い科目がほとんどだった。高校の三者面談では担任から「授業に集中せず、魚の絵ばかり描いている。家庭で注意してくれ」と叱られたが、母親は「魚が好きで、絵を描くことが大好きなんです。だからそれでいいんです」と答えた。担任は「あのね 将来困るのはお子さんなんですよ。絵の才能を伸ばすために絵の先生をつけて勉強させてあげたらいいじゃないですか？」と続けたが、母親は「そうするとその先生と同じ絵になってしまいます。自分の好きなように描いてもらいたいんです。今だって誰にも習わずに自分であれだけのものを描いてます。それでいいんです。」と返した。
さかなクンは母親について「いつもどんなときでも変わりませんでした。その姿勢に、いつもいつも助けられていました。私は一度たりとも、お魚を見たい、飼いたい、描きたいといった自分の中からわき出てくる思いを、我慢した記憶がないのですから」「今まで、一度たりともこのお魚好きを、自分自身で恥ずかしいとか、変だと思うことがなかったのは、母の力が大きかったかもしれません」と話した。
「一魚一会」が好きな言葉である。愛車は三菱ふそう・キャンター。1980年製。YouTubeで紹介した時、「荷台に(物を)積むことがない」と語る。このキャンターは後に『トミカリミテッドヴィンテージ NEO』の「LV-N 日本車の時代19 三菱ふそう キャンター ダンプトラック さかなクン仕様（1980年式）」として1/64スケールのミニカーで商品化される。
年齢については～歳と答えず「成魚だ」と答えている。
「ご」と読む言葉を「ギョ」と発音する。これは数字にも適用され「5年前」であれば「ギョ年前」と変換する。自身の半生を描いた映画『さかなのこ』の試写会イベントでは、40分間で20回以上「ギョ」を連発した。なお、『徹子の部屋』に初出演した際も、普段どおり「ギョ」や駄洒落を連発し、大きなリアクションでさかなクンらしさを演出したが、黒柳徹子はほとんど反応しなかった。この放送を観た明石家さんまは「これまで観たバラエティ番組で一番面白かった」と話している。また「不思議」を「フィッシュぎ」と発音する。

### 帽子
メディアに登場する際は、頭にハコフグのぬいぐるみ帽子をかぶっていることが多く、これを固持する。国会に登院した際には特例で帽子の着用が認められた。さかなクンは「帽子ではない。私の皮膚だ」と断言している。
2001年4月29日放送の『どうぶつ奇想天外!』に出演した（同番組2回目の出演）際の伊豆の海に潜るロケでかぶったのが最初で、同番組のディレクターから「（さかなクンの）印象が薄い」と言われたことがきっかけで、このロケでは明るくハイテンションだった。当初は帽子とは決めておらず、着ぐるみなども考えていた。幼少期に魚屋の水槽でハコフグが他の魚に迫害されながらも懸命に泳いでいた姿に心打たれたことを思い出し、「ハコフグに元気をもらおう」と5面図を描いて依頼した。
2009年10月11日に開催された日本魚類学会の研究発表会に第125代天皇明仁が出席した際にも、さかなクンは帽子は脱がずに同席している（詳細は後述）。
ハコフグ帽は冬用、夏用（メッシュ加工され通気性が良い）、水中用（スキューバなどで海に潜る際に着用）、クロマキー用（通常は青だが、クロマキーがブルーバックだと青の部分が透けるので、ハコフグの青の部分が黒くなっている）、教壇用（大学の校章が入っている）などが存在する。
2015年11月30日に亡くなった漫画家水木しげるのお別れの会が翌年1月31日開かれた際に、このクロマキー用を着用したことがネット上で話題となったが、クロマキー用は黒い部分に白い斑点が付いているのに対し、お別れ会で着用したものにはそれが付いていないため別のモデルである。
2016年のCM、キリン「氷結 あたらしくいこう さかなクン編」では目、点を除く全体が黒色のハコフグ帽を着用した。またCM内で共演した東京スカパラダイスオーケストラのMVにコラボ出演した際には銀色の物を着用している。
アメリカの人気ラッパーであるスヌープ・ドッグが被った帽子が、さかなクンのものに似ているということが話題になり、アメリカの音楽ニュースサイト「Rap-Up」でも、スヌープの帽子は「“Sakana-kun” headwear」と報じられた。
2020年（令和2年） 2月12日、第201通常国会・参議院国際経済・外交に関する調査会で参考人として水産資源の管理などについて意見陳述を行ったが、その際、帽子を被ることが特例的に認められた。これは帽子、外とう、襟巻、傘、つえの類の着用・携帯を禁止した議院規則を踏まえれば異例であり、過去には1991年（平成3年）11月に社会党（当時）の衆院議員・長谷百合子がベレー帽を被ったまま国会議場に登院し、問題になったこともあった。参議院事務局によれば、 さかなクンから「通常の服装でよろしいでしょうか?」と要望があり、2020年2月5日、調査会の前に行われた理事会で、自民党の鶴保庸介会長が、「さかなクンの帽子は、品位、礼節に欠いたものにはならない」との見解のもと各会派に問い合わせたところ、各会派の賛成を得たという。調査会に出席したさかなクンは記者団に対し、「ギョギョっと緊張した。帽子は皮膚の一部と申し上げており、私は特殊な部類かと思うが、お認めいただき本当にありがたい。お魚にもっと興味を持ってもらいたい」と述べた。
2024年（令和6年）5月、毎月のように赤坂御用地を訪れ、秋篠宮文仁親王に魚に関する講義をしているとの報道がなされた。その際、トレードマークであるハコフグの帽子をとらずに、秋篠宮邸に入ることを許されていることが判明した。

### 趣味・特技
母親曰く、赤子の頃から絵を描いていたとのことで、絵の才能に長けており、それを活かしてイラストレーターとしても活動、仕事の柱の一つとなっている。細部へのこだわりは凄まじく、魚の背びれの棘の数、鱗の数、側線にあいている穴の数にいたるまで正確に再現している。クニマスの発見も、京都大学の中坊徹次教授からイラストを依頼され、より正確に、生き生きとした姿を描きたいという理由で、近縁種のヒメマスを参考として各地から取り寄せたことがきっかけとなった。
幼少期、特に好きだった漫画家は水木しげる。その後、魚に興味を抱かなかったら「妖怪クン」になっていただろうと話す。好きな妖怪は「やまびこ」。水木しげるの描く妖怪を好きになる以前はトラック（特に清掃車）に夢中であったらしい。現在の愛車は三菱ふそう・キャンターの4代目。
2014年から、プロの指揮者や演奏家とともに、管楽器愛好者が集まって大合奏を行う「ブラス・ジャンボリー」に毎年特別ゲストとして参加、サクソフォンの演奏を披露している。
2016年2月には、キリン「氷結」のCMにて、黒いハコフグの帽子をかぶったバスサックスプレイヤー「GYO」に扮し、東京スカパラダイスオーケストラとのセッションを披露した。また、同年4月14日・15日にはスカパラの公演にてスペシャルゲストとして、同年9月18日には氣志團万博にて、再びスカパラと共演した。
5,000種以上の魚やその料理法についての知識がある。魚を食べることも好きであり「あまり見ない魚はとにかく食べ、またその際には骨まで食べ尽くす」という方針で、これまでに食べた魚は500種類を超える。
「一生懸命生きているお魚達のパワーを頂くからには、食べ残さず骨まで美味しく頂く事が一番の供養」であるといい、実際に2024年1月12日放送の、『ギョギョッとサカナ★スター』ではサンマを骨まで食べた。同番組では魚の餌まで食べたいと言い出すなど、共演者の香音が怪訝な顔でさかなクンを見つめる様子もみられる。9月13日放送の同番組ではアカザエビの殻を「硬くない」と言いながらボリボリと食べた。香音は「さかなクンの硬くないは信用できない」と言ったが、さかなクンの言葉を信じて殻を食べようとした。しかし、さかなクンが「あっでもやめたほうがいいかも。硬いかもしれない」と制したことで香音は「やっぱりそうなんだ」と殻を食べるのをやめた。11月15日の放送ではハモ捕獲のための餌であるイカを、突如口にした。さかなクンは「新鮮ですね。おいしいです」と話したが、突然の行動に香音は「え??!!さかなクン??!!え?駄目ですよ！」と番組スタッフに目線を送りながら驚愕し、「さかなクンは新鮮さを確かめるために食べました。真似しないでください」というテロップが表示された。バラエティ出演時も、時折料理の腕前も披露するほか、カツオやタコなどの捌き方も実践で紹介している。
また魚ほどではないが、爬虫類・両生類に関してもかなりの知識を持ち、飼育・繁殖の経験もある。

### 文筆活動
2006年12月、『朝日新聞』が連載していた「いじめられている君へ / いじめている君へ」 に短いエッセイ文を寄稿（タイトルは「広い海へ出てみよう」）。吹奏楽部内でいじめられていた友人のそばにいてあげた自身のエピソードと魚たちを小さい水槽に大量に入れたらいじめが発生してしまう経験を「いじめ」と結びつけ「小さな世界に入れられるとどうしてもいじめが起きる。それは人間も魚も同じ。でも世界はもっと広い。居場所を見つけてみよう」という文章が大きな反響を得る。さかなクンのこのエッセイを抜き出して絵本にした『さかなのなみだ』（2007年、リヨン社、ISBN 4-576-07071-1、ISBN 978-4-576-07071-1）が出版された他、2007年1月8日、フジテレビ系バラエティ番組『SMAP×SMAP』の特番「いま、いじめている君へ…」にも出演を果たしている。また、中学校の道徳の教科書（光村図書出版）に「魚の涙」として掲載されている。

### 日本国外での報道
イギリスの公共放送局であるBBCのコメディ番組『Adam and Joe』の東京編「Adam and Joe Go Tokyo」で日本のサブカルチャーを紹介する企画に魚に詳しい魚人間として登場している。この際も普段のさかなクンとしてテンションを維持したまま登場した。

### 交友関係
携帯電話には、全国の研究者の連絡先がズラリと並んでおり、またそのネットワークは全国各地の漁師町にも及んでいる。オフの日には親しい漁師を訪ねて漁に同行させてもらい、情報を集めることもあるが、船にタダで乗せてもらう恩返しとして必ず漁を手伝うことにしている。
京都大学教授の中坊徹次や写真家の中村征夫とも、共同で本を出版するなど親交が厚い。
お笑いタレントの鈴木拓は中学・高校の同級生である。鈴木からは時折「ミー坊」と呼ばれている。鈴木によると、さかなクンは当時から鉛筆、消しゴム、下敷きなど持ち物は全部魚関係の物で、授業中に隠れて教科書に魚の絵を描いたり、机の中でフグなどの剥製を撫でていたとのこと。また、高校2年頃からテレビ出演もあり、周りは「こいつはすごい人なんだ」と意識するようになり、高校3年時にはファンレターが届いたが、女子からモテモテということはなかったという。
また、親しい著名人としてはEXILEのMAKIDAIや片岡鶴太郎などがいる。
同じ魚類学者でもある上皇明仁と面識があることでも知られる。2009年の日本魚類学会の年会で中坊徹次に紹介され、明仁天皇（当時）と対面し、「お子さまたちのために頑張ってください」と声をかけられた。翌日の天皇誕生日を控えて行われた2010年12月22日の記者会見で、明仁は「この度のクニマス発見に東京海洋大学客員准教授さかなクン始め多くの人々が関わり、協力したことをうれしく思います」と述べ、クニマス発見に功績があった人物として中坊とともにさかなクンらの名を挙げている。これについてさかなクンは「ギョエー!、これは夢じゃないかなと思ってびーっくりしてしまいました。『さかなクン始め』というのは、一緒にたずさわった皆様を激励してくださっているということがすギョく伝わりました」とのコメントをしている。明仁から徳仁への皇位継承にあたっては「国民のことをたくさんたくさん思ってくださって、常に私たち一人一人のことを温かく思ってくださった。震災時にはすぐにおみ足を運んでくださり、優しさと安心感にジーンと心があたたかくなりました。日本で生まれてよかったなという気持ちにさせていただける。うれしくありがたい気持ちでいっぱいです。私たちが計り知れないほどのご公務をたくさんたくさんお務めになられていらっしゃると存じますので、少しでもご休息されるお時間をおつくりいただけますように。世界的に偉大なご研究者でいらっしゃるので、これからも、私たちが知らない色々なお魚をはじめ、自然科学の楽しさ面白さ素晴らしさをぜひとも教えて頂きたいです。家族みんなで学ばせていただけるようなご機会をちょうだいできたら幸せと存じます」と述べている。

### 私生活
肉も摂取する。
食用にも観賞用にもならない売れない魚を漁師から貰い受け、フィッシュハウスと呼ぶ魚飼育専用の建物で育てている。なお、テレビ番組などで自宅を公開される際に映されるのは、ほとんどの場合がこのフィッシュハウスである。また、魚の他にも、ミミという名前の猫（エジプシャンマウ）を飼っている。
『読売新聞』では「子どものファンの夢を壊さないため、本名も公表していない」 と報じているが、著書には本名が記載されている。また、TVチャンピオン出場当時は一般人であったため、本名で出場している。
年齢や生年月日についても様々に報じられている。年齢について鈴木拓と中学、高校で同級生だったエピソードがあるほか、著書に記載されている。
とある番組ロケで司会の共演者から「さっき男の子と一緒にいるのを見て親子みたいだったけど」と言われると、首を傾げ否定しつつも、さかなクンというブランドイメージを大事にしておりキャラ設定のためどっちとかのイメージもつけたくなく内緒だと語っていた。好きなタイプを聞かれたときには「明るい女性」と答えたものの「私はお魚に一途なので」とあくまでもさかなクンとしての回答を強調した。
初恋の相手はウマヅラハギである。割烹料理店の水槽で泳いでいたウマヅラハギに一目惚れをしたさかなクンは、家の水槽で育てるために「このウマヅラハギをください」と申し出たところ、板前が舟盛りにして差し出した。「初恋は、悲しみながら食べました。」と振り返っている。

### さかなクンへの敬称
NHK広報局のTwitterアカウントが、絶滅したとされていたクニマス発見の話題を取り上げた際、「さかなクン」と発言したことに対し、「さかなクンには『さかなクンさん』と敬称をつけるべきだ」という内容の投稿が数多く寄せられ、同アカウントにてNHK広報局員（浅生鴨）が「大変申し訳ありませんでした。お詫びして訂正いたします」と謝罪する事態になった。しかし、実際に寄せられた投稿の多くに見られる「さんをつけろよデコ助野郎」というのは、大友克洋作の漫画『AKIRA』から派生したネットスラングで、芸名に敬称を含む知名度のある人物について度々見られるジョークである。つまり、Twitterの投稿の多くは冗談であり、真実を知ったNHKの広報局員は「冗談だとは知らなかった」「みんなひどい」「どうしてこんなに多くの方からお叱りを頂くのか分からず、胃が痛くなっていた」「力が抜けた。安心はしたが（当時深夜まで寄せられた言葉一つ一つに返答、謝罪していたため）電気も空調も止まっている」などと発言した。
こうした議論に対してさかなクンは、2012年1月13日にBSジャパン『デキビジ』に出演し、司会者の勝間和代から「さかなクンさんと呼んだほうがいいか」と確認された際に「『さかなクンさん』などと敬称を付ける必要はなく、『さかなクンでお願いします』と返答している。
第201回国会の参議院調査会に出席した際の議事録には「さかなクン君」と表記されている。なお、参議院調査会会長として進行役を務めた鶴保庸介は「さかなクン」と呼び議事を進めた。

## 役職

### 現在の役職
- 東京海洋大学客員教授（2022年 - ）
- 日本魚類学会会員 / 日本魚類学会代議員

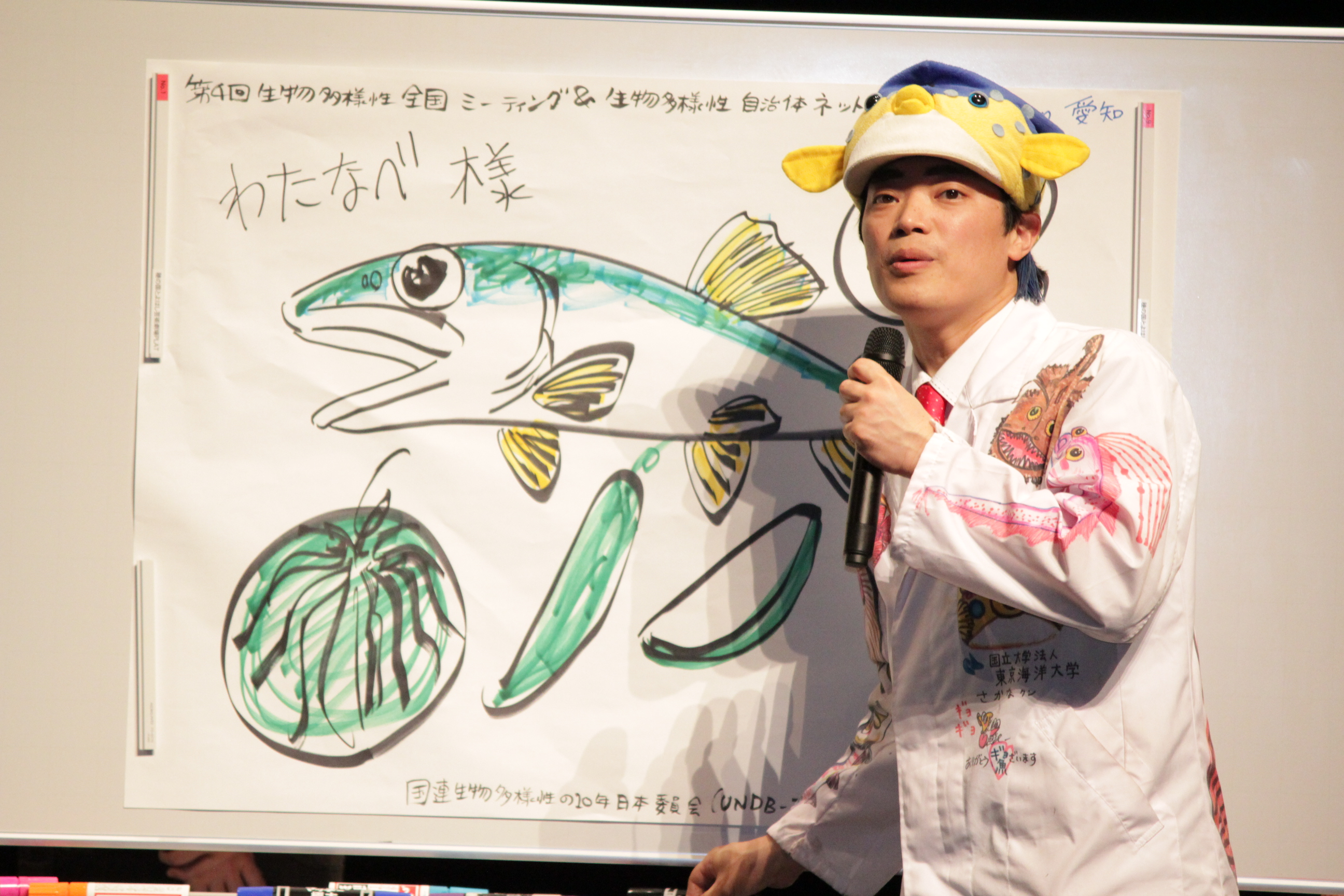
2014年10月24日、穂の国とよはし芸術劇場PLATにて

- 特定非営利活動法人自然のめぐみ教室海のめぐみ教室室長
- お魚らいふコーディネーター
- 農林水産省 お魚大使
- 外務省 「海とさかなの親善大使」[73]
- 環境省
  - 「環のくらし応援団」メンバー（2005年）
  - 「低炭素杯2017」低炭素杯2017アンバサダー（2017年）
  - 「国際サンゴ礁年 2018」アンバサダー（2018年）
  - 「みんなで減らそうレジ袋チャレンジ」プラごみゼロアンバサダー（2020年）※西川きよし、トラウデン直美と共に
- JF（全国漁業協同組合連合会）魚食普及委員
- 千葉県立安房博物館客員研究員
- 千葉県館山市「ふるさと親善大使」第一号
- 「よしもとおもしろ水族館」研究員（神奈川県横浜市中区、横浜中華街）
- 新潟おさかな大使（新潟県）
- 文部科学省・平成23年版科学技術白書表紙絵・デザインコンクール審査委員
- 日本ユネスコ国内委員会広報大使
- 明石たこ大使（明石市）
- 山陰海岸学習館ギョギョバイザー（鳥取県）
- なぶら親善大使（静岡県御前崎市）
- 宮古島海の親善大使（沖縄県）
- “渚の駅”たてやま名誉駅長（千葉県館山市）
- 小笠原諸島PR大使[74]
- お魚のあそび!?まなび!?大使（株式会社イオンファンタジーのキャンペーン）

### 過去の役職
- 農林水産省水産庁水産政策審議会特別委員[7]（2006年〈平成18年〉）
- 「よしもと遊べる水族館 ギョギョギョ!パニック」研究員（埼玉県三郷市、ららぽーと新三郷内） - 2011年4月10日に水族館は閉鎖。

## 主な受賞歴
- 2012年7月、海洋立国推進功労者内閣総理大臣賞（主催：農林水産省、文部科学省、経済産業省、国土交通省、環境省。協力：内閣官房総合海洋政策本部事務局）[75]
- 2014年2月、第1回食育文化功労賞（主催：公益社団法人全国調理師養成施設協会）[76]
- 2014年6月、第15回ベストスイマー2014受賞（主催：一般社団法人日本スイミングクラブ協会）[77]

## 出演

### テレビ番組
- TVチャンピオン（テレビ東京） - チャンピオン5連覇・殿堂入りとなり次回からゲストとして出演
- 笑っていいとも!（2002年10月 - 3月、フジテレビ） - 月曜レギュラー。月曜日のコーナー『博士に聞いてみよう。へぇ〜』を担当。
- ごきげん歌謡笑劇団（NHK総合） - レギュラー出演。
- 第59回NHK紅白歌合戦（2008年12月31日、NHK総合・ラジオ第1）
- みんなのうた「コイシテイルカ」（2009年4月 - 5月、NHK総合） - 歌、演奏、イラストを担当
- みいつけた！さん（NHK Eテレ） - 「こざかなクン」の声優として登場。
- 潜れ!さかなクン（2018年3月30日、NHK総合）[78] - 番組テーマ曲を担当した東京スカパラダイスオーケストラと『およげ!たいやきくん』をアレンジした楽曲を演奏、クラリネット演奏を披露した[79]。
  - 長崎・五島列島編（2019年1月5日）[80]
  - 熱海編（2019年5月6日）[81]
  - 薩摩・硫黄島編（2019年8月3日）
  - 熊本・八代海編（2020年5月6日）[82]
  - 探検!沈没船スペシャル（2020年8月19日）
  - ギョギョギョBSスペシャル（2021年3月20日）
  - ギョギョギョ宮古島スペシャル（2021年5月4日）
  - 隠岐・神話の島 地球ロマンの海（2022年3月29日）
  - 富山湾 びっくり箱みたいな海（2022年3月31日）
  - ギョギョギョ 富山湾スペシャル!（2022年8月10日）
- さかなクン大深海SP 地球最後の秘境のナゾ（2018年9月16日、BS-TBS）[83]
- ニュース シブ5時（NHK総合） - 月1コーナーレギュラー
- 土曜スペシャル（テレビ東京）
  - 長野クンとさかなクン港はしご旅 房総の海は広いな美味しいなSP（2019年2月2日）
  - 長野クンさかなクン港はしご旅2 西伊豆の海へザブーン！（2019年8月10日）
  - 長野クンさかなクン港はしご旅 お魚王国IN長崎（2020年3月7日）
  - 長野クンさかなクン港はしご旅4 三浦半島55種の旬魚ゲットせよ（2022年1月22日）[84]
  - 長野くんさかなクン港はしご旅(4) 今食べタイ寿司10選!（2022年2月12日） - 上記再編集版
  - 長野クンさかなクン 港はしご旅5 春の房総ギョ種55とるぞSP（2022年4月16日）
- アクティブ10 理科（2019年10月25日、NHK Eテレ）
- ブルー・アース 生命の海（2021年5月2日、BS-TBS）
- 鶴瓶の家族に乾杯（NHK総合）
  - さかなクン山へ!福岡県八女市ぶっつけ本番旅（2022年1月24日）
  - さかなクン福岡県八女市の旅 その後どうなった?驚きのエピソード（2022年4月4日）
  - さかなクン福岡県八女市の旅! 出会った方々のその後を徹底取材!（2022年4月11日）
- ギョギョッとサカナ★スター（2022年4月8日 -、NHK Eテレ）[85]
  - 超ギョギョッとサカナ★スター（2022年5月8日 - 、NHK総合）
- さかなクンと考える高知の海SDGs（2022年4月15日、NHK高知）
- さかなクンの 東京湾、全部釣っちゃうギョ!（2021年6月20日、BS11）
- 釣りびと万歳「湖の宝石 ミヤベイワナを狙うギョ」（2022年7月3日、NHK BSP）
- 所さん!事件ですよ（2023年11月2日、NHK総合） [86]
- Qさま！（2025年8月18日、テレビ朝日）

### ラジオ番組
- 大沢悠里のゆうゆうワイド（ - 2016年4月8日 、TBSラジオ） - 火曜日のコーナー「おいしいものをありがとう ゆうゆう 教えて!さかなクン」レギュラー
- 全国こども電話相談室（TBSラジオ）
- さかなクンのレッツ・ギョ〜!!（2017年10月 - 2019年3月、TBSラジオ[87]・KBS京都[88]）
- 安住紳一郎の日曜天国（2020年6月7日、TBSラジオ）
- SUBARU Wonderful Journey 〜土曜日のエウレカ〜（2020年10月10日[89]、TOKYO FM・JFN系）

### コマーシャル・広告
- 味の素「冷凍食品・えびシュウマイ」（2007年）※香取慎吾と共演
- グアム政府観光局 「グアム夏・ハッピー編」（2008年2月22日 - 2月28日）
- JFマリンバンク（2009年 - 、ラジオCM）
- 東京電力「でんこシリーズ・エアコン2009冬篇」（2009年）
- ロッテ「Fit's」（2011年）佐々木希と共演
- マルハニチロ食品「くるんパック おさかなソーセージ」「DHA入りリサーラソーセージ」（2011年）
- 良和ハウス「リョリョリョ!良和ハウス 主題歌」篇「リョリョリョ!良和ハウス 賃貸」篇（2015年 - ）
- キリン「氷結 あたらしくいこう さかなクン編」（2016年）※東京スカパラダイスオーケストラと共演
- ANA「羽田＝宮古線就航記念PR大使」（2016年2月 - ）
- ヤマサ醤油「ヤマサ鮮度生活」（2017年4月12日 - ）※真矢ミキと共演[90]
- ウォータースタンド株式会社「ウォータースタンド」（2019年）
- イーピコ（ePICO）（株式会社セガ フェイブ）ePICO さかなクン むちゅうの力篇（2024年）[91]
- ピザーラ（株式会社フォーシーズ）濃厚カニリッチ「クイズでコール&レスポンス」篇、濃厚カニリッチ「冬のギョ馳走クイズ」篇（2024年11月9日より冬シーズン）※超ときめき♡宣伝部と共演[92]
- 旭化成ホームプロダクツ サランラップ「さわればわかる」篇（2025年7月 - ）[93]

### アニメ映画
- ファインディング・ニモ（2003年） - 大きな魚 役
- 映画ドラえもん のび太の人魚大海戦（2010年） - サッカーナ 役 ※映画宣伝 係も担当。
- ファインディング・ドリー（2016年） - マンボウ 役 ※海洋生物監修（字幕・吹替版）も担当[94][95]。

### テレビアニメ
- ヤッターマン（2008年11月10日、読売テレビ） - 本人役として出演
- スイチュー! フレンズシーズン1 #8（2011年9月3日、ディズニー・チャンネル） - 役名公開不可[96][信頼性要検証]。 ※#8-B「サー・オスカー・フィッシュ物語」に出演[97][98]
- ゴー!ゴー!キッチン戦隊クックルン（2021年6月21日 - 24日、NHKEテレ） - 本人役として出演

### テレビドラマ
- 天装戦隊ゴセイジャー epic10（2010年4月18日、テレビ朝日） - さかなクン博士 役
- パパドル! 第2ドル（2012年4月26日、TBS） - さかなクン（本人） 役
- 連続テレビ小説 あまちゃん 第112回・第126回・第134回・第149回 （2013年8月8日・24日・9月3日・20日、NHK総合） - さかなクン（本人） 役[注 2]
- ファーストペンギン!（2022年、日本テレビ） - さかなクン（本人） 役

### 映画
- さかなクン研究所　さかなの世界へレッツギョー！飛ぶ！闘う！踊る！編（2015年6月13日） - ナビゲーター[99]
- さかなクン研究所　すっギョイおさかな大集合！ジャンプ！隠れる！世界最大！編（2015年10月10日） - ナビゲーター[100]
- 驚き!海の生きもの超伝説 劇場版ダーウィンが来た!（2021年6月11日） - ナレーター[101]
- さかなのこ（2022年9月1日、東京テアトル） - ギョギョおじさん 役[102]。原作、魚類監修なども務める。

### ナレーション
- NHK高校講座生物基礎（NHK Eテレ、2018年 - ）

## 作品

### 単著
- 『さかなでございます！ 海いっぱいのおくりもの』学習研究社〈Gakken mook〉、2002年8月。ISBN 9784056028638。
- 『プクプクのかくれんぼ さかなクンのイラストストーリー』小学館、2002年9月。ISBN 9784097271482。
- 『おさかな新発見！ おしえてさかなクン』PHP研究所、2004年8月。ISBN 9784569684994。
- 『さかなのなみだ』リヨン社、2007年5月。ISBN 9784576070711。
- 『さかなクンのさかなレシピ』主婦と生活社〈Todayムック〉、2008年1月。ISBN 9784391625080。
- 『さかなクンのあいうえお魚くいずかん』小学館〈小学館ワンダーランドブックス〉、2008年7月。ISBN 9784092532229。
  - 『さかなクンのあいうえお魚くいずかん』（改訂版）小学館〈小学館ワンダーランドブックス〉、2013年12月。ISBN 9784092532236。
- 『おしえて！ さかなクン』 1巻、中坊徹次監修・コラム、エンターブレイン〈角川つばさ文庫〉、2009年11月。ISBN 9784046310637。
- 『おしえて！ さかなクン』 2巻、中坊徹次監修・コラム、エンターブレイン〈角川つばさ文庫〉、2010年2月。ISBN 9784046310842。
- 『原寸大すいぞく館』松沢陽士写真、小学館〈小学館の図鑑NEO 本物の大きさ絵本〉、2010年3月。ISBN 9784092172531。
- 『おしえて！ さかなクン』 3巻、中坊徹次監修・コラム、エンターブレイン〈角川つばさ文庫〉、2011年6月。ISBN 9784046311719。
- 『さかなクンの水族館ガイド このお魚はここでウォッチ！』ブックマン社、2012年8月。ISBN 9784893087799。
- 『さかなクンの東京湾生きもの図鑑』工藤孝浩監修、講談社、2013年6月。ISBN 9784062184083。
- 『ギョギョギョ！おしえて！さかなクン』朝日学生新聞社、2015年8月。ISBN 9784907150075。
- 『さかなクンの一魚一会　～まいにち夢中な人生！～』講談社、2016年7月。ISBN 9784062201001。
  - 『さかなクンの一魚一会　～まいにち夢中な人生！～』講談社〈講談社青い鳥文庫〉、2021年8月。ISBN 9784065244456。
- 『さかなクンとギョギョっとおぼえよう おさかなブック えあわせカードゲームつき！』講談社ビーシー〈BCキッズスペシャルセレクション〉、2017年4月。ISBN 9784062205627。
- 『ギョギョギョ！おしえて！さかなクン』 2巻、朝日学生新聞社、2017年8月。ISBN 9784909064219。
- 『さかなクンの はって はがせる！ おさかなシールあそびずかん』講談社〈講談社Mook MOVEあそべるずかん〉、2018年7月。ISBN 9784065124475。

### 共著
- 中村征夫、さかなクン『どうぶつ奇想天外！仲良しサカナ組 半魚人とお魚名人の海中クイズ』三五館、2002年8月。ISBN 9784883202522。
- さかなクン、鳥くん、琉球サンゴくん『さかなクン・鳥くん琉球サンゴくんの地球の環!! 環境省・環のくらし応援団』徳間書店、2005年6月。ISBN 9784198620240。
- さかなクン、関根麻里『さかなクンと関根麻里のギョッと驚くカンタン英会話  アジのあるエイ語を話しタイ』大阪書籍、2007年9月。ISBN 9784754850173。
- 中村征夫、さかなクン『さかなクンと中村征夫の海のおさかな大百科』 1（サンゴの海のかわいいさかな）、新日本出版社、2011年9月。ISBN 9784406055079。
- 中村征夫、さかなクン『さかなクンと中村征夫の海のおさかな大百科』 2（サンゴの海のカッコいいさかな）、新日本出版社、2011年11月。ISBN 9784406055192。
- 中村征夫、さかなクン『さかなクンと中村征夫の海のおさかな大百科』 3（つめたい海のさかな）、新日本出版社、2012年1月。ISBN 9784406055390。
- 中村征夫、さかなクン『さかなクンと中村征夫の海のおさかな大百科』 4（近海のさかな）、新日本出版社、2012年5月。ISBN 9784406055895。
- 中村征夫、さかなクン『さかなクンと中村征夫の海のおさかな大百科』 5（いその生きもの・外洋の生きもの）、新日本出版社、2012年7月。ISBN 9784406055901。
- 中村征夫、さかなクン『さかなクンと中村征夫の海のおさかな大百科』 6（夜の海の生きものたち）、新日本出版社、2012年6月。ISBN 9784406055918。
- さかなクン、NHK「潜れ！さかなクン」制作班『潜れ！さかなクン 東京湾 五島列島 熱海』NHK出版、2019年7月。ISBN 9784140817858。

### イラスト
- 『NHKみんなのうた コイシテイルカ おはなしえほん』おはなし / もりちよこ、え / さかなクン・きらけいぞう、小学館〈わくわくテレビアニメシリーズ〉、2009年5月。ISBN 9784097263852。
- 『さかなクンの山陰海岸ギョギョ図鑑』イラスト・解説 / さかなクン、写真・本文 / 中谷英明、中谷英明、2013年2月。ISBN 9784906794188。

### 監修
- ヤマグチ・シュンスケ『おしえてさかなクン 歌うさかな図鑑』学習研究社、2002年10月。ISBN 9784052018268。
- 『さかなクンの金魚の飼い方入門』あおば出版、2006年7月。ISBN 9784873177694。

### 寄稿
- さかなクン「カラーグラビア interview（48）さかなクン（イラストレーター）」『月刊消防』第25巻第3号、東京法令出版、2003年3月、1-4頁、NAID 40005701220。
- さかなクン「インタビュー 魚の魅力 自然とのふれあい」『児童心理』第61巻第7号、金子書房、2007年5月、636-643頁、NAID 40015385053。
- 柴田理恵、さかなクン「柴田理恵のワハハ対談！（17）ゲストさかなクン――実は海の汚れの原因は生活排水なんです。」『潮』第580号、潮出版社、2007年6月、179-187頁、NAID 40015343100。
- さかなクン「海へ、そして海に生きる人たちへ――さかなクン スペシャルインタビュー」『漁協』第28巻第2号、全国漁業協同組合連合会、2011年、22-25頁、NAID 40018936426、 オリジナルの2021年7月24日時点におけるアーカイブ。
- さかなクン「生きていた絶滅魚クニマス」『文藝春秋』第89巻第3号、文藝春秋、2011年3月、88-89頁。
- さかなクン、鷲見辰美、山中俊二「青山デザイン会議（第139回）生物から学ぶデザイン」『ブレーン』第51巻第4号、宣伝会議、2011年4月、84-93頁、NAID 40018739889。
- Nakabo Tetsuji; Nakayama; Muto, Nozomu; Miyazawa, Masayuki (2011-04). “Oncorhynchus kawamurae "Kunimasu," a deepwater trout, discovered in Lake Saiko, 70 years after extinction in the original habitat, Lake Tazawa, Japan”. Ichthyological research (Springer Japan) 58 (2):  180-183. doi:10.1007/s10228-011-0204-8. ISSN 1341-8998. NAID 10028250952.
- 中村征夫、さかなクン、足立文「座談会 ようこそ、さかなの世界へ」『婦人之友』第105巻第7号、婦人之友社、2011年7月、14-27頁、NAID 40018873506。
- さかなクン、柳橋閑「人に教えたくない店（464）さかなクン」『プレジデント』第49巻第24号、プレジデント社、2011年7月、191-193頁、NAID 40018850373。
- 林真理子、さかなクン「マリコのゲストコレクション（576）さかなクン 東京海洋大学客員准教授」『週刊朝日』第116巻第35号、朝日新聞出版、2011年7月、54-58頁、NAID 40018882406。
- さかなクン「自由に泳いでいたらサカナになっちゃいました！ 魚から広がった人の輪に大感謝です（特集 ワタシは、こう育てられました！）」『望星』第43巻第4号、東海教育研究所、2012年4月、20-26頁、NAID 40019233013。
- さかなクン「教育の扉 さかなクン 多様性があることは素晴らしい 一人一人のよさを見付けて」『初等教育資料』第887号、東洋館出版社、2012年6月、88-92頁、NAID 40019341612。
- さかなクン、田中茂朗「MHLW TOP INTERVIEW お魚がいたから今の自分がいる お魚に感謝し、"魚道"を極めたい さかなクン」『厚生労働』、厚生問題研究会、2012年6月、3-6頁、NAID 40019345646。
- さかなクン「好きなことと突き詰めること」『犯罪と非行』第176号、日立みらい財団、2013年9月、5-9頁、NAID 40019822069。
- さかなクン「私の広告観（240）さかなクン 魚類学者 お魚×絵の"ギョ"ミュニケーション」『宣伝会議』第865号、宣伝会議、2013年11月、55-57頁、NAID 40019820588。
- 土井啓行、本間義治、園山貴之、石橋敏章、宮澤正之、米山洋一、酒井治己「新潟県佐渡島より記録された北限のイガグリフグ Cyclichthys spilostylus」『水産大学校研究報告』第62巻第2号、水産大学校、2014年3月、87-89頁、NAID 120005848039。
- さかなクン「私の地図 あの場所へ帰りたい（第202回）東京海洋大学客員准教授 さかなクン」『週刊現代』第56巻第29号、講談社、2014年8月、76-78頁、NAID 40020157656。
- 佐々木剛、さかなクン、川名優孝、刑部真弘、三浦一彦「津波被災地の小学校における海の認識に関するテキスト分析」『臨床教科教育学会誌』第15巻第1号、臨床教科教育学会、2015年12月、9-13頁、NAID 40020447283。
- さかなクン、森部樹司「東風号 特別インタビュー 「もっと知り鯛（たい）！」飽くなき探究心」『翼』第40巻、航空自衛隊連合幹部会、2016年3月、102-111頁、NAID 40021306167。
- さかなクン「日本列島、すぐそばの生命 さかなクンの江戸水族館へようこそ！」『ナショナルジオグラフィック』第23巻第8号、日経ナショナルジオグラフィック社、2017年8月、82-97頁、NAID 40021288563。
- さかなクン「復刻浮世絵版画大頒布 其ノ弐 さかなクンが徹底解説！ 歌川広重「魚（うお）づくし」」『月刊美術』第46巻第9号、サン・アート、2020年9月、102-112頁、NAID 40022317602。

### 歌
- さかなクン！お絵かきマンボ（2002年11月20日）
  - 作詞：もりちよこ / 作曲：上田益 / 編曲：川本盛文
- さかなdeラップ（2004年7月22日）※「さかなクン with 山口瑠美」名義
  - 作詞：さかなクン / 作曲・編曲：西村幸輔
- コイシテイルカ（2009年4月22日、NHK『みんなのうた』4月・5月の曲）
  - 作詞：もりちよこ / 作曲：ユ・ヘジュン／編曲：ユ・ヘジュン、RYU、Jeff Miyahara
  - アルトサクソフォーン、バスクラリネット、コントラバスクラリネットで演奏にも参加
- おさかな食べたら（2016年7月6日、SPACE SHOWER MUSIC）
  - マキシシングル。6曲収録。魚食普及推進ソング（JF全国漁業協同組合連合会・魚食普及推進委員を務めている）。間奏のサックス演奏はさかなクン本人によるもの[103]
- Paradise Has No Border feat. さかなクン（2017年3月8日）
  - 東京スカパラダイスオーケストラのアルバム『Paradise Has NO BORDER』に収録。バスサックスで参加。
- 山形県遊佐町立遊佐小学校校歌（2023年）[104]
  - 作詞・作曲：さかなクン
- Paradise Has No Border feat. NO BORDER ALL STARS（2025年3月19日）
  - 東京スカパラダイスオーケストラのベスト・アルバム『NO BORDER HITS 2025→2001 〜ベスト・オブ・東京スカパラダイスオーケストラ〜』に収録。バスサックスで参加。

### 食玩
- さかなクンの空想水族館（カバヤ） - おまけシールイラスト
- さかなクンの海中さんぽ（エフトイズ） - イラストの魚のフィギュア化

### 玩具
- ギョギョライフ（タカラトミーアーツ）[105]
  - ギョ！ギョッ！とにぎるよ!! さかなクンとおうちで回転寿し（2016年10月）
  - さかなクンの深海魚研究所 ダイオウイカとなかまたち（2016年11月）
  - さかなクンの深海魚研究所 メガマウスザメとなかまたち（2016年11月）
  - さかなクンとおえかきすいそう ピクチャリウム（2016年11月）